# Jahrbuch für Pädagogik
Das Jahrbuch für Pädagogik erscheint einmal jährlich unter einem Schwerpunktthema im Verlag Beltz Juventa.

## Gründer und Herausgeber
Das Jahrbuch für Pädagogik wurde begründet von der Pädagogin Ulla Bracht (Münster) sowie den Pädagogen und Erziehungswissenschaftlern Kurt Beutler (1937–2011; Hannover), Hans-Jochen Gamm (1925–2011; Darmstadt und Rostock), Klaus Himmelstein (Regensburg), Wolfgang Keim (Paderborn), Gernot Koneffke (1927–2008; Darmstadt). Karl-Christoph Lingelbach (1930–2014; Frankfurt am Main), Gerd Radde (1924–2008; Berlin), Ulrich Wiegmann (Berlin) und Hasko Zimmer (Münster). Diese Gründergeneration bildete den Oedelsheimer Kreis.
Heute wird das Jahrbuch herausgegeben von: Carsten Bünger (Erziehungswissenschaftler, Schwäbisch Gmünd), Agnieszka Czejkowska (Erziehungswissenschaftlerin, Leipzig), Martin Dust (Erziehungswissenschaftler, Hannover), Andreas Eis (Politikdidaktiker, Kassel), Christian Grabau (Erziehungswissenschaftler, Hagen), Andrea Liesner (Erziehungswissenschaftlerin, Hamburg), Ingrid Lohmann (Erziehungswissenschaftlerin, Hamburg), David Salomon (Politikwissenschaftler, Darmstadt), Susanne Spieker (Erziehungswissenschaftlerin, Landau), Jürgen-Matthias Springer (Verlagsgeschäftsführer i. R., Essen), Anke Wischmann (Erziehungswissenschaftlerin, Flensburg).

## Konzept, Profil
Das Jahrbuch für Pädagogik macht es sich seit 1992 zur Aufgabe, Diskurs- und Realentwicklungen in Pädagogik und Bildungspolitik kritisch zu begleiten und aus bildungs- und gesellschaftstheoretisch interessierter Perspektive zu beleuchten. Als bildungstheoretische Leitidee gilt ein Konzept von Mündigkeit, welches historisch und theoretisch im internen Zusammenhang von Aufklärung, Demokratie und Bildung gründet. Pädagogik wird als ein spezifisches theoretisches und praktisches Handlungsfeld von Gesellschaft begriffen. Nach dem Verständnis des Jahrbuchs können daher Fragen von Bildung und Erziehung nicht allein aus der disziplinären Perspektive der Erziehungswissenschaft bearbeitet werden, sondern bedürfen interdisziplinärer gesellschafts- und humanwissenschaftlicher Zugänge. Der interdisziplinäre Horizont und die Verknüpfung von bildungs- und gesellschaftstheoretischen Sichtweisen schlagen sich sowohl in der Wahl der Jahresthemen wie der Autorinnen und Autoren nieder. Einen markanten Zug im Profil des Jahrbuchs bildet die zentrale Bedeutung des Jahresthemas, auf welches sich nahezu alle Beiträge beziehen, so dass jeder Band als jährliches Periodikum zugleich ein Aufsatzband zu einer thematischen Fragestellung ist.

## Geschichte
Das Jahrbuch für Pädagogik ist als Publikationsprojekt des Oedelsheimer Kreises entstanden. In Oedelsheim an der Oberweser traf sich seit Januar 1989 ein Kreis von pädagogischen Wissenschaftlerinnen und Wissenschaftlern, die den in der universitären Pädagogik vorherrschenden Strömungen kritisch gegenüberstanden. Insbesondere kritisierten sie, dass die Erziehungswissenschaft sich ihrer nationalsozialistischen Vergangenheit nicht gestellt und die notwendigen Konsequenzen daraus gezogen habe. Hieraus entstand, noch im Vorfeld des Jahrbuchs für Pädagogik, die Veröffentlichung „Erziehungswissenschaft und Nationalsozialismus – Eine kritische Positionsbestimmung“ (1990).
Die Realgeschichte 1989/91 fügte dem ein zweites Feld der Kontroverse mit dem „Mainstream“ der Disziplin hinzu: Der Oedelsheimer Kreis wandte sich gegen die umstandslose Diskriminierung und „Abwicklung“ der in der DDR geleisteten pädagogischen Forschung und sah sich zudem vor die Aufgabe gestellt, die auch in Westdeutschland an den Rand gedrängten gesellschaftskritischen und materialistischen Zugänge zur pädagogischen Wissenschaft zu bewahren.
Die Themen der ersten 10 Jahrbücher, die vom Gründungsherausgeberkreis verantwortet wurden, spiegeln einerseits die beiden Kontroversen um die NS-Vergangenheit und die pädagogische Bedeutung ihrer Aufarbeitung heute („Auschwitz und die Pädagogik“, 1995) und um die Legitimität kritischer und materialistischer Zugänge („Erziehungswissenschaft im deutsch-deutschen Vereinigungsprozess“, 1992; „Mündigkeit – Zur Neufassung materialistischer Pädagogik“, 1997; „Kritik der Transformation – Erziehungswissenschaft im vereinigten Deutschland“, 2002). Andererseits werden gegenwartsrelevante Diskurse in Wissenschaft und Gesellschaft aufgegriffen und für die Erziehungswissenschaft in kritischer Absicht erschlossen (etwa „Geschlechterverhältnisse und die Pädagogik“, 1994; „Pädagogik in multikulturellen Gesellschaften“, 1996; „Bildung nach dem Zeitalter der großen Industrie“, 1998).
Mit dem Ausscheiden der Gründungsherausgeber aus Altersgründen seit der Jahrtausendwende erneuerte und verjüngte sich nach und nach der Herausgeberkreis. Der Blick richtet sich jetzt vor allem auf Transformations- und Umbruchprozesse in der Welt und deren Herausforderungen für die Pädagogik sowie auf Folgen und Spuren dieser Transformationen in pädagogischen und bildungspolitischen Diskursen und Praxen.

## Themen und Titel
- 1992: Erziehungswissenschaft im deutsch-deutschen Vereinigungsprozess
- 1993: Öffentliche Pädagogik vor der Jahrhundertwende
- 1994: Geschlechterverhältnisse und die Pädagogik
- 1995: Auschwitz und die Pädagogik
- 1996: Pädagogik in multikulturellen Gesellschaften
- 1997: Mündigkeit. Zur Neufassung materialistischer Pädagogik
- 1998: Bildung nach dem Zeitalter der großen Industrie
- 1999: Das Jahrhundert des Kindes?
- 2000: Gleichheit und Ungleichheit in der Pädagogik
- 2001: Zukunft
- 2002: Kritik der Transformation – Erziehungswissenschaft im vereinigten Deutschland
- 2003: Erinnern – Bildung – Identität
- 2004: Globalisierung und Bildung
- 2005: Religion – Staat – Bildung
- 2006: Infantilisierung des Lernens? Neue Lernkulturen – ein Streitfall
- 2007: Arbeitslosigkeit
- 2008: 1968 und die neue Restauration
- 2009: Entdemokratisierung und Gegenaufklärung
- 2010: „Der vermessene Mensch“. Ein kritischer Blick auf Messbarkeit, Normierung und Standardisierung
- 2011: Menschenrechte und Bildung
- 2012: Schöne Neue Leitbilder
- 2013: Krisendiskurse
- 2014: Menschenverbesserung – Transhumanismus
- 2015: Inklusion als Ideologie
- 2016: Events & Edutainment[1]
- 2017: Pädagogik in Zeiten von Krieg und Terror[2]
- 2018: Political Correctness und pädagogische Kritik
- 2019: Innere Sicherheit[3]
- 2020: Neue Arbeitsverhältnisse – Neue Bildung[4]
- 2021: Zukunft – Stand jetzt[5]
- 2022: 30 Jahre und kein Ende der Geschichte
- 2023: Rassismuskritik und (Post)Kolonialismus[6]
- 2024: Deglobalisierung
- 2025: Sexualität und Bildung. Gesellschaftskritische Einsätze (erscheint 9/2025)

## Organisation
Der Herausgeberkreis trifft sich in der von den Gründungsherausgebern begonnenen Tradition halbjährlich in Oedelsheim und berät den Stand der Arbeit am jeweiligen Jahrgangsband und die weitere Themenplanung. Er entscheidet etwa eineinhalb bis zwei Jahre im Voraus über das Jahresthema und bestimmt einige seiner Mitglieder zu Redakteuren für den betreffenden Band. Der Entscheidung zugrunde liegt ein von einem der Herausgeber vorgelegtes Konzeptpapier, welches die Diskursrelevanz des Themas begründet, wichtige Fragestellungen entfaltet und Vorschläge zu Schwerpunktsetzungen und Aufbau macht.
Die Qualität des Jahrbuchs für Pädagogik wird gewährleistet durch die aktive Einwerbung von Beiträgen ausgewiesener Autoren sowie durch intensive redaktionelle Betreuung der angefragten Aufsätze.

## Rezeption
„Ein ‚Jahrbuch‘, das ungebrochen querliegt, deren (sic!) Autoren die öffentliche Kontroverse nicht scheuen bzw. über die Grenzen der Disziplin hinaus anregen wollen. Die aufgegriffenen Themen nabeln gesellschaftliche Realität nicht von Wissenschaft ab, sondern stellen sich ihr (selbst)-kritisch, bestehen auf pädagogischer Verantwortung gegenüber derselben.“

„Dieses Jahrbuch ist inzwischen eine Institution und thematisiert Kategorien aktueller oder auch vernachlässigter erziehungswissenschaftlicher Diskursstränge breit gefächert und kritisch zugleich.“

„Entgegen dem Mainstream der eigenen Disziplin und offizieller Bildungspolitik verfolgt das ‚Jahrbuch‘ konsequent die Position kritischer Erziehungswissenschaft. Es bildet eine der wenigen verbliebenen Plattformen argumentativer Gegenöffentlichkeit.“

„Die Deutsche Gesellschaft für Erziehungswissenschaft zeichnete den Beitrag von Sven Kluge im Jahrbuch für Pädagogik 2010: Der vermessene Mensch. Ein kritischer Blick auf Messbarkeit, Normierung und Standardisierung mit dem DGfE-Nachwuchsförderpreis 2012 aus.“